# Емельянов, Николай Евгеньевич
Никола́й Евге́ньевич Емелья́нов (18 августа 1939, Ленинград — 14 января 2010, Москва) — советский и российский информатик, специалист в области информатики, систем управления базами данных, информационных технологий, системного анализа и автоматического управления. Доктор технических наук, профессор. Разработанное под его руководством программное обеспечение использовалось в более чем двух тысячах организаций Советского Союза. Один из инициаторов создания ПСТБИ (c 2004 года — ПСТГУ), где создал и возглавил факультет прикладной математики и информатики. Создатель электронной базы данных «Новомученики и исповедники Русской Православной Церкви XX века» и базы данных памятников Восточно-христианского искусства.

## Биография
Родился в 1939 году в Ленинграде в семье инженеров-радиотехников. В начале Великой Отечественной войны в возрасте двух лет был вывезен из Ленинграда отцом, работавшим на оборонном предприятии, подлежавшем эвакуации. Мать, будучи также военнообязанной, должна была остаться в Ленинграде, проработала на радиостанции почти всю блокаду, выехала в состоянии крайнего истощения, но смогла воссоединиться с семьёй.
После войны семья поселилась в подмосковном городке Кучино, куда было переведено предприятие отца.
Когда Николаю было 12 лет, умирает его отец. Большую роль в судьбе Николая Емельянова сыграл работавший на том же предприятии тогда ещё как заключённый (по 58-й статье), но расконвоированный, профессор-электротехник Иван Алексеевич Черданцев, который убедил его поступать в МГУ и помог ему стать верующим христианином.
В 1961 году окончил механико-математический факультет МГУ имени М. В. Ломоносова по специальности «математика». Работал в Институте теоретической и экспериментальной физики, Физическом институте АН СССР, Институте проблем управления АН СССР. С 1977 в течение более 30-ти лет руководил лабораторией банков данных Института системного анализа РАН. С 1993 совмещал эту работу с руководством департаментом разработок СУБД и СЭД в компании Cognitive Technologies.
В то же время отдавал много сил работе молодёжного клуба «Родина», ставившего своей задачей сохранение памятников русской архитектуры и искусства, подвергавшихся разорению и уничтожению в советское время как объекты культа (церкви, иконы, фрески). Итогом работы клуба было создание уже на государственном уровне Общества охраны памятников культуры и искусства, что и было основной целью клуба.
В 1989 году защитил диссертацию «Проблемы автоматизации программирования документного интерфейса с базами данных» на соискание учёной степени доктора технических наук.
В течение более 20-ти лет читал различные учебные курсы в Московском институте стали и сплавов, также читал курсы лекций в Институте нефти и газа и многих других вузах России и за рубежом.
С момента основания в 1990 году Братства во Имя Всемилостивого Спаса Николай Евгеньевич был его бессменным председателем. С момента открытия ПСТБИ в 1992 году Н. Е. Емельянов, с самого начала бывший в числе инициаторов его создания, заведовал кафедрой информатики ПСТБИ и руководил разработкой электронной Базы данных «За Христа пострадавшие» и Базы данных памятников Восточно-христианского искусства.
Скончался 14 января 2010 года в 23.10 после тяжёлой болезни.

## Семья
Отец шестерых детей. Трое сыновей — священники (Алексей, Николай и Иоанн), дочери — математик, врач (жена священника), регент. У него 37 внуков.

## Награды
Государственные
- Премия Совета министров СССР — за разработку и внедрение программного обеспечения информационных систем и банков данных (1990).
- Почётный работник высшего профессионального образования (2002).

Церковные
- Орден святого благоверного князя Даниила Московского II степени
- Медаль и орден преподобного Сергия Радонежского III степени
- Премия «Обретённое поколение» (2002) — за активную работу Братства во имя Всемилостивого Спаса с православной молодёжью.

## О нём
Протоиерей Александр Ильяшенко: «Николай Евгеньевич был выдающимся человеком, и я думаю, такая оценка его личности придёт со временем. Когда я познакомился с ним, мне показалось, что он похож на средневекового русского человека, человека святой Руси. Его можно сравнить с людьми, которые создали Русь, с людьми, которые поднимали её, людьми, которые умели отстаивать свою родину».
Протоиерей Аркадий Шатов: «Меня в Николае Евгеньевиче всегда поражало его смирение и простота. Он всегда был открыт общению, в нём не было ни капли гордости, ни капли тщеславия и по этому состоянию души видно, что такое христианство».
Профессор Андрей Борисович Ефимов: «У него было трепетное отношение к России, ко всему, на чём зиждется Россия — к памятникам и к людям. Это отношение переросло в удивительную, деятельную любовь к Новомученикам»

## Публикации
- Описание данных в системе управления базами данных ИНЕС : Учеб. пособие для студентов фак. АСУ спец. 0646. — М. : МИСИ, 1983. — 53 с (в соавторстве с В. К. Титовым)
- Проблемы автоматизации документирования : (Един. подход к автоматизации программир. обраб. документов). — М. : ВНИИ систем. исслед., 1986. — 62 с.
- Банки данных (лабораторный практикум). Учебное пособие. МИСИС. — М. 1987. (в соавторстве А. Жариновым и В. Солдатовым)
- Теоретический анализ документального интерфейса. — М. : ВНИИ систем. исслед., 1987. — 38 с.
- Банки данных : Раздел «Методика проектирования баз данных в среде СУБД ИНЕС» : Курс лекций для студентов спец. 01.02, 22.02. — М. : МИСИС, 1988. — 100 с. (в соавторстве с А. Н. Богачёвой и И. В. Щелкачёвой)
- Введение в СУБД ИНЕС. — М. : Наука, 1988. — 255 с. — (Б-чка программиста). — ISBN 5-02-013772-3
- Математическое обеспечение ЭВМ. Раздел «Организация диалога в системе ИНЕС» : Учеб. пособие для студентов спец. 01.02. — М. : МИСИС, 1989. — 114 с. (в соавторстве с И. Б. Чернышёвой)
- Базы и банки данных. Раздел «Организация запросов к базам данных в системе ИНЕС» : Учеб. пособие для студентов спец. 22.02. — М. : МИСИС, 1989. — 81 с. (в соавторстве с А. Н. Годуновым и И. В. Щелкачёвой)
- Банки данных. Раздел «Вывод документов в системе ИНЕС» : Курс лекций для студентов спец. 01.02, 07.02. — М. : МИСИС, 1990. — 69 с. (в соавторстве с А. Н. Жариновым)
- Банки данных. Раздел «Ввод и контроль данных в СУБД ИНЕС» : Курс лекций для студентов спец. 01.02, 22.02. — М. : МИСИС, 1990. — 97 с. (в соавторстве с В. А. Солдатовым и В. К. Титовым)

- Адресация операндов в командах высокого уровня // Многопроцессорные вычислительные системы. Утверждено к печати Институтом проблем управления. Москва, 1975. — С. 53-60. (соавторы: Арлазаров В. Л., Варпаховский А. С., Диниц Е. А., Лысиков В. Т.)
- Об одном подходе к построению системы команд высокого уровня // Многопроцессорные вычислительные системы. Утверждено к печати Институтом проблем управления. Москва, 1975. — С. 45-53.(соавторы: Арлазаров В. Л., Диниц Е. А.)
- Математическая структура памяти многопроцессорной вычислительной системы // Многопроцессорные вычислительные системы. Утверждено к печати Институтом проблем управления. Москва, 1975. — С. 26-37. (соавторы: Арлазаров В. Л., Варпаховский А. С., Диниц Е. А., Фурман М. Е., Чернышёва И. Б.)
- Сравнительное описание программных средств вывода // Итоги науки и техники. Теория вероятностей. Математическая статистика. Теоретическая кибернетика. 1977. — Т. 10. — С. 59-69.(соавторы: Арлазаров В. Л., Жаринов А. Н.)
- Об аппаратной организации мультипроцессности // Автоматика и телемеханика. 1977. — № 8. — С. 177—185.(соавторы: Арлазаров В. Л., Волков А. Ф., Годунов А. Н., Зенкин В. Д., Константинов Г., Лысиков В. Т.)
- Информационная система инэс // Автоматика и телемеханика. 1979. — № 6. — С. 109—121.(соавторы: Арлазаров В. Л., Иванов Ю. Н., Дюкалов А. Н., Кочин Ю. Я., Токарев В. В., Фараджев И. А.)
- Система вывода в инес // ПРОБЛЕМЫ УПРАВЛЕНИЯ НАУЧНО-ТЕХНИЧЕСКИМИ СВЯЗЯМИ СССР С ЗАРУБЕЖНЫМИ СТРАНАМИ И РАЗРАБОТКИ АСУ МНТС НА БАЗЕ СУБД ИНЕС. Труды конференции. Утверждено Редакционным Советом Института. 1982. — С. 64-68. (соавторы: Богданов Д. С., Борисова Л. П., Годунов А. Н., Фролов М. Б.)
- Система ИНЕС // ПРОБЛЕМЫ УПРАВЛЕНИЯ НАУЧНО-ТЕХНИЧЕСКИМИ СВЯЗЯМИ СССР С ЗАРУБЕЖНЫМИ СТРАНАМИ И РАЗРАБОТКИ АСУ МНТС НА БАЗЕ СУБД ИНЕС. Труды конференции. Утверждено Редакционным Советом Института. 1982. — С. 48-50. (в соавторстве с В. Л. Арлазаровым)
- Организация создания и распространения программного продукта (на опыте системы инес) // Автоматика и телемеханика. 1984. — № 5. — С. 47.(соавторы: Арлазаров В. Л., Астрина И. В.)
- Макетный редактор документов // ВОПРОСЫ РАЗРАБОТКИ И ВЕДЕНИЯ БАЗ ДАННЫХ СРЕДСТВАМИ СУБД ИНЕС. Утверждено к печати Редакционным советом Института. Москва, 1985. — С. 35-42. (соавторы: Богданов Д. С., Славянов Н. И.)
- Теоретический анализ распространённых концепций баз данных // Материалы III Всесоюзной конференции «Банки данных». 1985. — С. 191—201. (соавторы: Арлазаров В. Л.)
- Средства проектирования баз данных в среде СУБД ИНЕС // УСиМ: Управляющие Системы и Машины. 1989. — № 1. — С. 86-90 (в соавторстве c И. Г. Бурыкиным и И. В. Щелкачёвой)
- Генерация информационных систем по формам входных и выходных документов // PC Magazine. 1993. — № 1. — С. 85. (соавторы: Богачёва А. Н., Романов А. П.)
- Использование СУБД в издательской деятельности // Материалы VI Международной конференции «Применение новых технологий в образовании» 29 июня — 2 июля 1995 г. — Троицк. М., 1995. — С. 123—125. (в соавторстве А. В. Соловьёвым)
- Построение web-сервера для периодических изданий на материале ежегодника «системные исследования» // Системные исследования. Методологические проблемы. 1997. — Т. 1997. — С. 313—323. (соавторы: Садовский В. Н., Тищенко В. А., Чернышёва И. Б.)
- Об одном подходе к построению согласованного ведения фактографической базы данных и базы изображений // Информационные технологии и вычислительные системы. 1998. — № 3. — С. 4-14. (соавторы: Акимова Г. П., Деза В. Н., Порай Д. С.)
- Защита данных в системе AS/400 с сетью персональных машин // Интеллектуальные технологии ввода и обработки информации. URSS. 1998. — 164 с. — ISBN 5-8360-0824-8. (соавторы М. Д. Бардин, Д. В. Соловьёв.)
- Электронные документы и базы данных // ComputerWorld Россия. 1999. — № 36 (197). — С. 55-60
- Методы отображения объектов для построения web-сервера объектно-ориентированной базы данных // Информационные технологии и вычислительные системы. 1999. — № 4. — С. 96-109.(соавторстве с В. А. Тищенко)
- Проблемы перехода к безбумажному делопроизводству // Информационные технологии и вычислительные системы. 1999. — № 4. — С. 3-11.(соавторы: Арлазаров В. Л., Безмозгий И. М.)
- Применение новых информационных технологий в делопроизводстве // Информационные технологии и вычислительные системы. 1999. — № 4. — С. 17-27. (соавторы: Акимова Г. П., Богданов А. С., Соловьёв А. В., Тищенко В. А.)
- Документы — основа автоматизированной банковской системы // Информационные технологии и вычислительные системы. 2000. — № 4. — С. 3-14 (в соавторстве с В. Л. Арлазаровым и И. М. Безмозгием)
- Средство конечного пользователя для генерации документов по базам данных // Информационные технологии и вычислительные системы. 2000. — № 4. — С. 183—203. (соавторы: Соловьёв А. В., Соловьёв Д. В.)
- Генератор отчётов конечного пользователя // Информационные технологии и вычислительные системы. 2001. — С. 65. (соавтор: Соловьёв А. В.)
- Системы обработки документов. основные компоненты // Труды Института системного анализа Российской академии наук. 2002. — Т. 1. — С. 3-20. (соавтор: Арлазаров В. Л.)
- Документооборот или управление знаниями? // Труды Института системного анализа Российской академии наук. 2003. — Т. 4. — С. 6. (соавтор: Арлазаров В. Л.)
- НИКА — технология построения информационных систем — организационное управление и искусственный интеллект // Информационные технологии и вычислительные системы. 2003. — С. 52-56.(соавторы: Богданов А. С., Ерохин В. И., Скорняков В. А., Романов Б. Л.)
- Реализация запросной системы на основе языка xpath для субд ника // Труды Института системного анализа Российской академии наук. 2003. — С. 132. (соавторы: Богданов А., Емельянов Н., Ерохин В., Романов Б.)
- Семантическая модель документа // Системные исследования. Методологические проблемы. 2001. — Т. 2003. — С. 360. (соавтор: Богачёва А. Н.)
- Документооборот и управление предприятием // Труды Института системного анализа Российской академии наук. 2004. — Т. 5. — С. 5-15. (соавтор: Арлазаров В. Л., Емельянов Н. Е.)
- Особенности систем, создаваемых на основе ника-технологии // Труды Института системного анализа Российской академии наук. 2004. — С. 42. (соавтор: Ерохин В. И.)
- Интеллектуальные информационные технологии. Прикладные аспекты // Труды Института системного анализа Российской академии наук. 2005. — Т. 15. — С. 48. (соавтор: Арлазаров В. Л.)
- Прикладные аспекты построения систем на основе документооборота // Труды Института системного анализа Российской академии наук. 2005. — Т. 11. — С. 5-11. (соавтор: Арлазаров В. Л.,)
- Объекты, формы, содержание (от баз данных к базам знаний) // 1-я Международная конференция «Системный анализ и информационные технологии» САИТ-2005 (12 — 16 сентября 2005 г. Переяславль — Залесский, Россия): Труды конференции в 2 т. Том 2. — М. КомКнига, 2005. — С. 250−255. (в соавторстве с В. Л. Арлазаровым)
- Системный подход к работе с изображениями // Интеллектуальные информационные технологии. Концепции и инструментарий. Сборник трудов ИСА РАН. Т. 16 / под ред. чл.-корр. РАН Арлазарова В. Л. и д. т. н. проф. Емельянова Н. Е. — М.: КомКнига. 2005. — С. 17—23. (в соавторстве с В. И. Ерохиным)
- От баз данных к базам знаний // Системный подход к управлению информацией / Сб. трудов ИСА РАН. Т. 23. Под ред. чл.-корр. РАН Арлазарова В. Л. и д.т. н. проф. Емельянова Н. Е. — М.: КомКнига. 2006. — С. 6—17 (в соавторстве с В. Л. Арлазаровым)
- Десять лет сайту Православного Свято-Тихоновского гуманитарного университета // Мир ПК. 2006. — № 8. — С. 20
- От баз данных к базам знаний (объекты, формы, содержание) // Труды Института системного анализа Российской академии наук. 2006. — Т. 23. — С. 6-17. (соавтор: Арлазаров В. Л.,)
- Документооборот как информационная база накопления знаний // Труды Института системного анализа Российской академии наук. 2007. — Т. 29. — С. 6-48. (соавтор: Арлазаров В. Л.,)
- Революция 2005 года в реляционных базах данных // Труды Института системного анализа Российской академии наук. 2009. — Т. 45. — С. 9-18. (соавтор: Арлазаров В. Л.,)
- Представление гипертекста в СУБД НИКА // Труды Института системного анализа Российской академии наук. 2009. — Т. 45. — С. 19-38. (в соавторстве с В. А. Тищенко)
- Методология построения многоуровневого индекса ключевого массива по лексикографическому признаку на основе метода регрессионного анализа на примере СУБД НИКА // Труды Института системного анализа Российской академии наук. 2010. — Т. 58. — С. 6-17. (в соавторстве с В. А. Тищенко)
- О создании информационной системы "философия и методология науки в журнале «вопросы философии» // Системные исследования. Методологические проблемы. 2012. — Т. 2011—2012. — С. 239—247. (соавторы: Чернозуб С. П., Садовский В. Н., Келле В. В., Тищенко В. И., Тищенко В. А., Чернышова И. Б., Богомолова Е. А., Никонова Т. В., Сергеев Д. И., Смирнова Н. С.)

- Единство Церкви в свете подвига новомучеников и исповедников Русской Православной Церкви // Единство Церкви: богословская конференция. 15 — 16 ноября 1994 г. — М. : Издательство Православного Свято-Тихоновского Богословского института, 1996. — 288 с. — С. 142—147
- Об одной ненаписанной странице русской истории XX века // Ежегодная богословская конференция ПСТБИ, 1997. — С. 169—172.
- Оценка статистики гонений на Русскую Православную Церковь в XX веке Архивная копия от 16 сентября 2019 на Wayback Machine // Ежегодная богословская конференция ПСТБИ, 1997. — С. 166—168.
- Синодик новомучеников российских (статистика имён за Христа пострадавших) // Ежегодная богословская конференция ПСТБИ, 1998. — С. 253—259
- Оценка статистики гонений на Русскую Православную Церковь с 1917 по 1952 гг. (по данным на янв. 1999 г.) // Богословский сборник. 1999. — № 3. — С. 258—274.
- Якутия и Россия 17 — 20 века // Научно-богословские труды по проблемам православной миссии. — Белгород : Миссионерский отдел Московского Патриархата, 1999. — 338 с. — С. 47—50
- Некоторые факты, установленные по Базе данных «Новомученики и исповедники Русской Православной Церкви в XX в.» // Материалы Ежегодной богословской конференции ПСТГУ. М., 2000. — С. 348—353.
- Новомученики и исповедники из Российских университетов // Богословский сборник. Вып. 10 / ред. прот. Владимир Воробьёв. — М. : Православный Свято-Тихоновский Богословский институт, 2002. — 492 с. — С. 471—482
- Studies in History Based on the Database «The 20th Century New Martyrs and Confessor of the Russian Orthodox Church» // The Second International Symposium Christianity in Our Life: Past, Present, Future. Tbilisi, 24—26 November 2005. — P. 33—34.
- К вопросу о числе новомучеников и исповедников Русской Православной Церкви в XX веке Архивная копия от 27 марта 2010 на Wayback Machine // Материалы 15-й Ежегодной Богословской конференции ПСТГУ — М.: Изд-во ПСТГУ, 2005. — Том 1. — С. 265—271
- 25 000 имён в базе данных «За Христа пострадавшие» // Материалы 2005. Т. 1. — М. : Издательство Православного Свято-Тихоновского гуманитарного университета, 2005. — 392 с. — С. 8—16
- Дни особого поминовения пострадавших за Христа // Ежегодная богословская конференция Православного Свято-Тихоновского гуманитарного университета. 2007. — Т. 1. — № 17. — С. 307—313.
- База данных «Новомученики и исповедники Русской Православной Церкви XX века» как исторический источник // Церковь в истории России. Сборник 7  / отв. ред. В. М. Лавров. — М.: Ин-т рос. истории РАН, 2007. — С. 316—348.
- 30.000 за Христа пострадавших в базе данных ПСТГУ. Анализ подвига русского народа // Труды Международной научной конференции «1917-й: Церковь и судьбы России». — М.: ПСТГУ, 2007. — С. 221—231
- Церковь новомучеников Архивная копия от 28 октября 2020 на Wayback Machine // Фома: журнал. — 2007. — № 10 (54). — С. 32.
- Неслучайная статистика. В течение десятилетия количество вновь возведённых храмов соответствует числу открытых имён новомучеников // Фома: журнал. — 2008. — № 10. — С. 34—35.
- Представители русского зарубежья за Христа пострадавшие // Ежегодная богословская конференция Православного Свято-Тихоновского гуманитарного университета. 2008. — Т. 1. — № 18. — С. 231—238.
- Гонения на Русскую Православную Церковь (1917—1950-е гг.) Архивная копия от 30 октября 2020 на Wayback Machine // Россия и современный мир: журнал. 2008. — 4 (61). — С. 111—128. (с О. И. Хайловой)
- Святогорцы-новомученики и исповедники Российские Архивная копия от 11 января 2021 на Wayback Machine // Россия-Афон: тысячелетие духовного единства: материалы международной научно-богословской конференции; Москва, 1 — 4 октября 2006 / ред. И. С. Чичуров. — М. : Издательство Православного Свято-Тихоновского гуманитарного университета, 2008. — 480 с. — С. 66-73
- Благословение святого Иоанна Кронштадтского — предтечи новомучеников XX в. Архивная копия от 23 декабря 2018 на Wayback Machine // Ежегодная богословская конференция Православного Свято-Тихоновского гуманитарного университета. 2009. — Т. 1. № 19. — С. 231—236.
- Преподаватели и выпускники Казанской Духовной Академии, за Христа пострадавшие (по материалам базы данных ПСТГУ) Архивная копия от 23 февраля 2020 на Wayback Machine // Труды 1-й научно-богословской и историко-художественной конференции «Свияжские чтения». Вып. 1. — Свияжск, 2009. — С. 12—21.
- Историки, пострадавшие за Христа // Институт Российской Истории РАН. Сб. 8. — М., 2009. — С. 303—349. (А. Н. Богачёвой)
- «Во всю землю изыде вещание их, и в концы вселенныя глаголы их» (ПС 18. 5) // Ежегодная богословская конференция Православного Свято-Тихоновского гуманитарного университета. 2009. — Т. 2. № 19. — С. 12-13. (в соавторстве с В. А. Тищенко)
- Подвиг русского народа: опыт воссоздания исторической реальности по материалам базы данных «За Христа пострадавшие» // Проблемы сохранения, изучения и популяризации культурного наследия Русской православной церкви. — Москва: Исторический музей, 2017. — С. 134—166.

интервью
- За Христа пострадавшие в XX веке: кровь мучеников — семя Церкви Архивная копия от 26 февраля 2021 на Wayback Machine // Сайт Православие и мир, 15 января 2010